# Bjørn Johansen (Radsportler)
Bjørn Johansen (* 10. Januar 1938 in Levanger) ist ein ehemaliger norwegischer Radrennfahrer und nationaler Meister im Radsport.

## Sportliche Laufbahn
Johansen war im Straßenradsport aktiv. 1957 siegte er in der Mannschaftswertung des Straßenrennens mit Trygve Lullau und Arne Norum, 1958 holte er mit Martin Heirsaunet und Sverre Matberg den Titel. 1962 kam er im britischen Milk Race auf den 54. Rang. Die Internationale Friedensfahrt bestritt er dreimal. 1960 wurde er 68., 1961 54. der Gesamtwertung. 1962 war er ausgeschieden.